# Автозаводская линия (Минск)
Автозаво́дская линия (бел. Аўтазаводская лінія) — вторая линия Минского метрополитена, открыта 31 декабря 1990 года в составе пяти станций. Линия длиной 18,1 км включает 14 станций и пересекает Минск с юго-востока на запад. Время следования электропоезда от начальной станции до конечной — 27 мин.

## История

### Планы
В конце 1960-х согласно проекту комплексного развития городского транспорта Минска трассировка линий существенно отличалась от позже реализованной в действительности. Планировалось, что ветка метрополитена пройдёт из промышленных зон юго-востока города (Дражня, тракторный, подшипниковый, автомобильный и др. заводы) и Чижовки будет пересекаться с Московской линией в районе площади Якуба Коласа. Ещё одна отдельная линия должна была через Центральную площадь (ныне — Октябрьскую) соединить жилые массивы вдоль Раковского шоссе (ныне — улица Притыцкого) с Серебрянкой.
Окончательный и реализованный проект линии был спроектирован в начале 1980-х годов. Предполагалось построить 15 станций, которые должны были связать Заводской район и западные районы Минска.

### Строительство
Строительство первого участка линии началось в феврале 1984 года (ещё до открытия самого метрополитена), и первые поезда по ней прошли 31 декабря 1990 года. Участок состоял из станций «Фрунзенская», «Немига», «Купаловская», «Пролетарская» и «Тракторный завод». «Первомайская» открылась на 5 месяцев позже — 28 мая 1991 года.
3 июля 1995 года были открыты две новые станции — «Молодёжная» и «Пушкинская». Они продлили Автозаводскую линию дальше на запад. «Пушкинская» стала крупным пересадочным узлом для жителей микрорайонов Кунцевщина, Сухарево и Запад. 7 ноября 1997 года открылись «Автозаводская» и «Партизанская», продлевая 2-ю линию в юго-восточном направлении.
Постройка «Могилёвской» растянулась на 7 лет, и открылась 20-я станция Минского метро только 5 сентября 2001 года. Торжественное открытие проходило при участии президента Белоруссии Александра Лукашенко. При строительстве станции отошли от привычных стандартов белорусского метро: платформа была расширена с 10 до 15 м и удлинена на 10 м, хотя общая длина станции с учётом рабочих и подсобных помещений сокращена на 50 м. Такой проект дал возможность не закрывать полностью Партизанский проспект при строительстве. Впервые на станции были построены 2 лифта для инвалидов и установлены павильоны для входа, защищающие лестницы от дождя и снега. Подобные павильоны теперь установлены и над входами многих других станций Минского метро.
Кроме того, 1 сентября 2003 года, недалеко от станции за Минской кольцевой автомобильной дорогой было открыто метродепо «Могилёвское». Ввод его в эксплуатацию значительно облегчил жизнь метрополитеновцам и во многом решил проблемы ремонта и отстоя подвижного состава метрополитена: раньше обе линии обслуживало единственное депо «Московское».
Строительство следующего участка на западном направлении началось в 1996 году, но из-за финансовых трудностей затянулось на 9 лет. Станции «Спортивная», «Кунцевщина» и «Каменная Горка» были открыты 7 ноября 2005 года.
9 сентября 2011 года был открыт второй вестибюль станции «Молодёжная», благодаря чему стала возможна пересадка с поездов метрополитена на пригородные электропоезда, следующие через железнодорожную станцию «Минск-Северный».
На Автозаводской линии находится единственная 2-платформенная станция в Минском метрополитене — «Первомайская», где стандартное объявление диктора дополняется фразой «Выход на правую сторону». Также на линии до сих пор находятся 2 из 4 станций Минского метрополитена, имеющих вестибюль (выход на поверхность) лишь с одного конца платформы: «Пролетарская» и «Спортивная» (2 другие — «Борисовский тракт» и «Грушевка» Московской линии).

## Перспективы
Согласно генеральному плану развития в Минске рельсового пассажирского транспорта, в отдалённой перспективе планируется продлить Автозаводскую линию с двух концов: построить станцию «Красный Бор» за станцией «Каменная Горка» и «Шабаны» — за «Могилёвской» (для возведения станции «Шабаны» на стадии строительства нужно будет «врезаться» в станцию «Могилёвская» и пройти под действующей веткой одноимённого электродепо). По мере возведения четвёртой (кольцевой) линии метро, пересадочными станут станции «Пушкинская» и «Тракторный завод».
Необходимость строительства станции  «Шабаны» не очевидна, так как, по заявлениям метростроительных организаций, с обслуживанием жилого района Шабаны справляется автобусный транспорт.

## Станции
«Купаловская» — пересадочная станция на «Октябрьскую» Московской линии, «Фрунзенская» — пересадочная станция на «Юбилейную площадь» Зеленолужской линии. Станции «Пролетарская» и «Молодёжная» — пересадочные на железнодорожный транспорт.
|  | Название станции Оригинальное название | Дата открытия   | Пересадки                                                  | Глубина, м | Тип конструкции                          | Координаты                      | Вид станции | Числовой код |
|  | -------------------------------------- | --------------- | ---------------------------------------------------------- | ---------- | ---------------------------------------- | ------------------------------- | ----------- | ------------ |
|  | Каменная Горка бел. Каменная Горка     | 7 ноября 2005   |                                                            | −8,7       | колонная трёхпролётная мелкого заложения | 53°54′25″ с. ш. 27°26′07″ в. д. |             | 223          |
|  | Кунцевщина бел. Кунцаўшчына            | 7 ноября 2005   |                                                            | −9,8       | колонная двухпролётная мелкого заложения | 53°54′23″ с. ш. 27°27′20″ в. д. |             | 222          |
|  | Спортивная бел. Спартыўная             | 7 ноября 2005   |                                                            | −9,7       | колонная трёхпролётная мелкого заложения | 53°54′30″ с. ш. 27°28′45″ в. д. |             | 221          |
|  | Пушкинская бел. Пушкінская             | 3 июля 1995     |                                                            | −9,1       | колонная трёхсводчатая мелкого заложения | 53°54′34″ с. ш. 27°29′43″ в. д. |             | 220          |
|  | Молодёжная бел. Маладзёжная            | 3 июля 1995     |                                                            | −12,8      | односводчатая мелкого заложения          | 53°54′23″ с. ш. 27°31′16″ в. д. |             | 219          |
|  | Фрунзенская бел. Фрунзенская           | 31 декабря 1990 | Переход на станцию «Юбилейная площадь» Зеленолужской линии | −13,6      | односводчатая мелкого заложения          | 53°54′19″ с. ш. 27°32′22″ в. д. |             | 218          |
|  | Немига бел. Няміга                     | 31 декабря 1990 |                                                            | −8,7       | колонная трёхпролётная мелкого заложения | 53°54′21″ с. ш. 27°33′14″ в. д. |             | 217          |
|  | Купаловская бел. Купалаўская           | 31 декабря 1990 | Переход на станцию «Октябрьская» Московской линии          | −11,8      | односводчатая мелкого заложения          | 53°54′06″ с. ш. 27°33′39″ в. д. |             | 216          |
|  | Первомайская бел. Першамайская         | 28 мая 1991     |                                                            | −8,6       | колонная двухпролётная мелкого заложения | 53°53′38″ с. ш. 27°34′13″ в. д. |             | 215          |
|  | Пролетарская бел. Пралетарская         | 31 декабря 1990 |                                                            | −9         | колонная трёхпролётная мелкого заложения | 53°53′23″ с. ш. 27°35′11″ в. д. |             | 214          |
|  | Тракторный завод бел. Трактарны завод  | 31 декабря 1990 |                                                            | −8,9       | односводчатая мелкого заложения          | 53°53′23″ с. ш. 27°36′54″ в. д. |             | 213          |
|  | Партизанская бел. Партызанская         | 7 ноября 1997   |                                                            | −13,1      | колонная двухпролётная мелкого заложения | 53°52′28″ с. ш. 27°37′48″ в. д. |             | 212          |
|  | Автозаводская бел. Аўтазаводская       | 7 ноября 1997   |                                                            | −8,9       | колонная двухпролётная мелкого заложения | 53°52′08″ с. ш. 27°38′55″ в. д. |             | 211          |
|  | Могилёвская бел. Магілёўская           | 5 сентября 2001 |                                                            | −8,5       | колонная трёхпролётная мелкого заложения | 53°51′43″ с. ш. 27°40′27″ в. д. |             | 210          |

## Депо и подвижной состав
Автозаводскую линию обслуживает электродепо «Могилёвское», открытое 1 сентября 2003 года. С 1990 по 2003 год обе линии минского метро обслуживало электродепо «Московское».
На линии используются вагоны модели 81-717.5/81-714.5, 81-717.5М/714.5M, а также 81-540Б/541Б производства Мытищинского машиностроительного завода и Вагонмаша. С 4 февраля 2020 на линии также работают 4 пятивагонных состава Stadler M110/M111. До 1 июня 2009 года использовались четырёхвагонные составы, затем линию стали обслуживать 29 пятивагонных составов.
Для обновления подвижного состава линии планируется приобретение электропоездов 81-765.7/766.7 «Минск-2024». Эти поезда уже поступили в электродепо ТЧ-2 «Могилёвское», обслуживающее Автозаводскую линию, но предназначены для работы на Зеленолужской линии.

## Происшествия
Давка в подземном переходе станции «Немига»
30 мая 1999 года многие минчане пришли на берег реки Свислочь к Дворцу спорта на организованный в честь своего двухлетия радиостанцией «Мир» праздник и приуроченный к нему концерт группы «Манго-Манго». Параллельно, на самом мероприятии, табачная марка «Магна» проводила рекламную акцию «Начни лето с Магной» в рамках которой за купленную пачку сигарет наливали бесплатный бокал пива «Аліварыя». Внезапно, около 20:40 по местному времени, началась гроза, сопровождаемая крупным градом.
Почти две с половиной тысячи молодых людей, некоторые в состоянии алкогольного опьянения, попытались укрыться от непогоды в подземном переходе станции метро «Немига». В результате начавшейся давки погибло 53 человека, среди которых 40 девушек и два сотрудника милиции — старшина Владимир Говин и старший сержант Геннадий Рябоконь — пытавшиеся спасти людей. Большинство погибших — молодые люди в возрасте от 14 до 20 лет. Только трём погибшим было более тридцати лет — 36, 47 и 61 год. Более 250 человек получили ранения и травмы различной степени тяжести.
Теракт на станции Октябрьская
11 апреля 2011 года на станции «Октябрьская» Московской линии (пересадочная «Купаловской»), возле второго и третьего вагона поезда, направлявшегося к станции «Институт культуры», в час пик на одной из самых перегруженных станций произошёл взрыв самодельного радиоуправляемого взрывного устройства в толпе пассажиров. Взрывное устройство имело мощность от 5 до 7 килограмм в тротиловом эквиваленте и было начинено металлическими элементами, чтобы вызвать многочисленные осколочные ранения у пострадавших. Погибли 15 человек, более 400 человек получили ранения разной степени тяжести.

## Комментарии
1. ↑  Составы для Минского метрополитена, аналогично эксплуатирующемуся в Казанском, лишены промежуточного прицепного (безмоторного) вагона 81-767[7][8][9]